# FSV Rheinfelden
Der Fußball-Stadt-Verein Rheinfelden 2012 e. V. (kurz: FSV Rheinfelden) ist ein Fußballverein aus Rheinfelden (Baden).

## Geschichte
Der FSV Rheinfelden entstand am 23. Mai 2012 durch Fusion der Vereine SC Rheinfelden 03 und VfR Rheinfelden. Nachfolgend ein kurzer Werdegang aller Vorgängervereine.

### 1. FC Rheinfelden (1909 – ca. 1945)
Der FC Rheinfelden (1. Fußball-Club Rheinfelden 1909) wurde 1909 im badischen Rheinfelden gegründet. Zeitgleich entstand auf der anderen Seite des Rheines am 1. September 1909 ein FC Rheinfelden 1909 im Schweizer Rheinfelden.

### Sportvereinigung Rheinfelden (ca. 1945–1951)
Nach Ende des Zweiten Weltkrieges wurden durch die französischen Besatzer alle bestehenden Sportvereine aufgelöst. Die Mitglieder von TV, KSV und FC Rheinfelden gründeten die Sportvereinigung Rheinfelden (kurz SpVgg Rheinfelden, auch SpV Rheinfelden).

### 1. FC Rheinfelden (1951–2003)
Nach der Wiedergründung von TV und KSV Rheinfelden löste sich die SpVgg Rheinfelden am 23. Januar 1951 auf und der FC Rheinfelden wurde wiedergegründet.

### SC Rheinfelden 03 (2003–2012)
Der SC Rheinfelden 03 ging 2003 aus der Fusion von 1. FC Rheinfelden und SV Warmbach (gegründet 1962) hervor. Lange Zeit sollte auch der VfR Rheinfelden Teil der Fusion werden. Der VfR entschied sich aber in der Vorbereitung gegen eine Teilnahme.

### VfR Rheinfelden (1957–2012)
Am 22. Juni 1954 wurde während der Weltmeisterschaft in der Schweiz der Postsportverein Rheinfelden gegründet. Er ging aus der Betriebsmannschaft der Rheinfelder Post hervor. Am 9. Februar 1957 benannte sich der PSV Rheinfelden in VfR Rheinfelden um.

### Neubau der Sportanlage
Im Jahr 2020 bis 2021 baute der FSV seine neue Heimstätte und hochmoderne Sportanlage in Rheinfelden Warmbach. Bereits 2017 begannen die umfangreichen Planungen für den Neubau und im Juli 2020 erfolgte dann der lang ersehnte Spatenstich und der Bau konnte beginnen.
Bereits Ende 2020 stand der Rohbau des Gebäudes. Am 4. September 2021 wurde die neue Sportanlage offiziell und feierlich eröffnet. Die beiden Sportplätze wurden etwas später, Ende 2021, fertiggestellt.

## Erfolge
Sowohl der FC Rheinfelden als auch der VfR Rheinfelden spielten in der höchsten südbadischen Spielklasse (1. Amateurliga Südbaden bzw. Verbandsliga Südbaden).
| Verein            | Spielzeit | Platz            | Bemerkung                           |
| ----------------- | --------- | ---------------- | ----------------------------------- |
| SpVgg Rheinfelden | 1946/47   | 1. (Staffel Süd) | danach Zusammenfassung der Staffeln |
|                   | 1947/48   | 5.               |                                     |
|                   | 1948/49   | 6.               |                                     |
|                   | 1949/50   | 7.               |                                     |
|                   | 1950/51   | 13.              | weiter als FC                       |
| FC Rheinfelden    | 1951/52   | 11.              |                                     |
|                   | 1952/53   | 10.              |                                     |
|                   | 1953/54   | 3.               |                                     |
|                   | 1954/55   | 10.              |                                     |
|                   | 1955/56   | 10.              |                                     |
|                   | 1956/57   | 15.              | Abstieg                             |
|                   | 1961/62   | 12.              |                                     |
|                   | 1962/63   | 13.              |                                     |
|                   | 1963/64   | 13.              |                                     |
|                   | 1964/65   | 15.              | Abstieg                             |
|                   | 1975/76   | 18.              | Abstieg                             |

| Verein          | Spielzeit | Platz | Bemerkung |
| --------------- | --------- | ----- | --------- |
| VfR Rheinfelden | 1971/72   | 15.   | Abstieg   |
|                 | 1977/78   | 11.   |           |
|                 | 1978/79   | 11.   |           |
|                 | 1979/80   | 16.   | Abstieg   |

Die Frauen des VfR gehörten lange Zeit zum festen Bestandteil der Verbandsliga Südbaden. In den Spielzeiten 1971/1972 (erster Titelträger überhaupt), 1975/1976 und 1999/2000 wurden sie Südbadischer Meister. Als Folge des Titels 2000 spielten sie in der Folge in der Oberliga Baden-Württemberg.
| Spielzeit | VfR-Frauen in der Oberliga | Bemerkung |
| --------- | -------------------------- | --------- |
| 2000/01   | 8.                         |           |
| 2001/02   | 9.                         | Abstieg   |

## Statistiken
Die Spielklassen der ersten Mannschaft:
- 2012/13: Meister Kreisliga A Hochrhein Staffel 2
- 2013/14: Vizemeister Bezirksliga Hochrhein
- 2014/15: Landesliga Südbaden Staffel 2

Die Frauen des FSV Rheinfelden zogen sich Februar 2013 aus dem Spielbetrieb der Verbandsliga Südbaden zurück.